# Championnat d'Europe du kilomètre contre-la-montre féminin (moins de 23 ans)
Le Championnat d'Europe de kilomètre contre-la-montre féminin moins de 23 ans est le championnat d'Europe de kilomètre contre-la-montre organisé annuellement par l'Union européenne de cyclisme pour les cyclistes âgées de moins de 23 ans. Cette épreuve remplace celle du 500 mètres à partir de 2025.

## Palmarès
| Année | Or            | Argent        | Bronze          |
| ----- | ------------- | ------------- | --------------- |
| 2025  | Alina Lysenko | Rhian Edmunds | Clara Schneider |